# خراخنئورن
خراخنئورن (به لاتین: Chrachenhorn) یک کوه در سوئیس است که در کانتون گراوبوندن واقع شده‌است. خراخنئورن ۲٬۸۹۱ متر بالاتر از سطح دریا واقع شده‌است.